# Grumman G-21 Goose
Pour les articles homonymes, voir JRF.
Le Grumman G-21 Goose (oie) est un avion amphibie conçu au départ pour le marché américain de l'aviation d'affaires. Le Goose fut le premier monoplan bimoteur de Grumman. 
Il est connu également sous sa désignation JRF qu'il porta dans l'US Navy, JR signifiant Utility Transport et F étant la lettre attribuée par la Navy au constructeur Grumman.

## Développement
L'hydravion Grumman G-21 fut dessiné en 1936. Entièrement métallique, il reprenait le dessin du flotteur principal du JF2 Duck de la même firme. Le prototype effectua son premier vol à Bethpage, Long Island, le 29 mai 1937. 
La première adaptation militaire du G-21 fut commandée par l'USAAC avec 31 appareils (G-21A) puis par l'US Navy (JRF) pour seulement deux appareils. En 1938, l'US Navy commanda dix appareils JRF1 aménagés pour la reconnaissance photographique et dix autres pour l'US Coast Guard dans une configuration d'avion de secours en mer.
Au total, 345 appareils furent produits de 1937 à octobre 1945.

## Engagements

### Seconde Guerre mondiale
Durant la Seconde Guerre mondiale l'appareil fut utilisé principalement pour des missions de transport et de soutien logistique pour les besoins de la marine américaine. En outre l'US Coast Guard fit un usage important de l'appareil, notamment en Alaska où les amphibies faisaient des merveilles. 
Dans l'US Army Air Force, les OA-14 Goose furent également employés comme appareils de soutien et de sauvetage en mer.
Le rôle des Goose durant la guerre fut quelque peu éclipsé par ceux joués par les Catalina.
La Royal Air Force entre autres vola également sur cette machine.

### Conflits de décolonisation
En Indochine les Français eurent également recours à une vingtaine de bimoteurs pour des missions de transport léger, de liaisons, d'évacuations sanitaires et de soutien opérationnel à partir de 1954. Ils y remplacèrent des Sea Otter devenus largement obsolètes. Par la suite la Marine en employa pour des missions de sauvetage en Algérie ainsi que pour remplir des rôles de transporteur. Ils sont retirés du service en 1961 à la suite d'un accident.

## Culture populaire
- dans la série TV Jake Cutter (Tales of the Gold Monkey), c'est à bord d'un Grumman Goose rouge et blanc, le « Cutter’s goose », que Jack Cutter sillonne les îles de l’archipel (fictif) de Boragora dans les années 1930.
- dans la série de jeux vidéos Uncharted, Sully est capable de piloter cet avion, notamment à la fin de Uncharted 3
- Dans l'album Les Pilotes de l'enfer des aventures de Buck Danny, il est utilisé en recherche dans les Antilles.
- Dans le film Commando (1985), John et Cindy volent un Grumman Goose pour se rendre sur l'île où est retenue la fille de John.